# Der unbekannte Soldat (1955)
Der unbekannte Soldat (Tuntematon sotilas) ist ein finnischer Kriegsfilm aus dem Jahr 1955, unter der Regie von Edvin Laine. Der Film basiert auf dem gleichnamigen, 1954 veröffentlichten Roman von Väinö Linna. Er erzählt die Geschichte finnischer Soldaten im Fortsetzungskrieg (1941–1944), der nach dem Überfall auf die Sowjetunion während des Zweiten Weltkriegs zwischen Finnland und der Sowjetunion stattfand. Die Handlung folgt einer Gruppe finnischer Soldaten, die sich an vorderster Front befinden und die schrecklichen Realitäten des Krieges erleben. Im Mittelpunkt steht der Konflikt und die Freundschaften, die zwischen den Männern entstehen, sowie ihre individuellen Schicksale und die Auswirkungen des Krieges auf sie. Der Film befasst sich mit Themen wie Loyalität, Opfer und die Grausamkeit des Krieges.

## Produktion und Rezeption
Der Film wurde von Edvin Laine inszeniert, und das Drehbuch stammt von Laine sowie Väinö Linna, der auch als Berater für den Film fungierte. Die Hauptrollen wurden von unter anderem Erkki Saarela, Leo Riuttu und Tapio Rautavaara gespielt.
Der Film wurde in Finnland zu einem riesigen Erfolg und zog etwa 2,8 Millionen Zuschauer an, was ihn zu einem der kommerziell erfolgreichsten finnischen Filme aller Zeiten macht. Er wurde sowohl national als auch international hoch gelobt und gilt als eine der wichtigsten filmischen Auseinandersetzungen mit dem finnischen Kriegserlebnis.

## Auszeichnungen
Der Film war nicht nur kommerziell erfolgreich, sondern wurde auch vielfach ausgezeichnet und wird als Klassiker des finnischen Kinos angesehen. Der Film hat eine kulturelle Bedeutung in Finnland und wird oft im Zusammenhang mit der nationalen Identität und dem finnischen Verständnis des Zweiten Weltkriegs betrachtet.